# Лютеранская кирха (Новочеркасск)
Церковь Евангельских Христиан-Баптистов в Новочеркасске (также широко распространено другое название ― Лютеранская Кирха в Новочеркасске) ― крупнейшая протестантская (баптистская) церковь в городе Новочеркасск, Ростовская область. Располагается по адресу ул. Михайловская, 159. Была возведена в 1898 году по проекту архитектора Н. И. Роллера. Является архитектурным памятником культурного наследия России регионального значения.

## История

### Дореволюционная история
В Российской империи 22.07.1763 г. был издан Манифест Екатерины II о приглашении иностранных колонистов. Позже, царями Александром I и Александром II был утвержден ряд законов, регулирующих устройство иностранных колоний.
В регионах России в конце 18-го — начале 19-го веков началось создание немецких протестантских поселений. Первые такие поселения стали появляться в Области Войска Донского с 70-х годов 19-го века. Количество протестантов-лютеран в них превышало численность католиков более чем в два раза. Кроме наиболее распространенных среди немцев конфессий (евангелическо-лютеранская и римско-католическая) были представители ряда других протестантских вероучений, в том числе и баптисты.

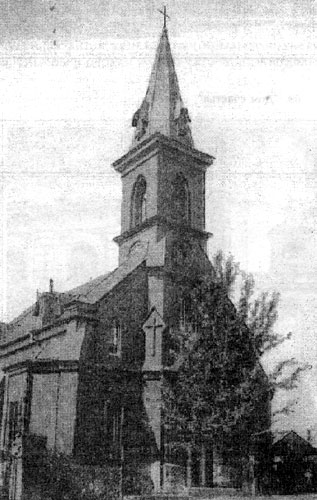
Кирха до революции

В Новочеркасске, равно как и во всей европейской части России, начиная с 18-го века проживало множество немцев, которые приглашались сюда на поселение.
По имеющимся данным в 1897 году в городе проживало 187 немцев, что составляло 0,4 % населения, в 1904 г. — 220 (0,7 %), в 1926 г. — 273 (0,4 %). Все они занимались различными ремеслами: многие были врачами, некоторые ― архитекторами, купцами, офицерами в армии, преподавателями вузов, литейщиками и так далее. Большинство из них придерживались протестантского вероисповедания (по данным на 1 января 1896 года в городе проживало 193 христианина протестантского вероисповедания), и это вызывало для них некоторые трудности: во многих местах им просто негде было проводить богослужения. Чтобы решить эту проблему в Новочеркасске, специально для них местные власти в конце 19-го века в городе выделили участок земли под строительство лютеранской Кирхи (церкви). В 1898 году, по проекту архитектора Николая Ивановича Роллера, она была возведена на улице Михайловской.
Выполнена она была в неоготическом стиле, типичном для Германии. Здание имеет одну башню с колоколом. Фасад Кирхи напоминает традиционные мотивы средневекового зодчества.
Несмотря на развернувшуюся во время Первой мировой войны «борьбу с немецким засильем» власти не трогали лютеранскую общину города.
До Октябрьской революции церковь была не только местом для богослужений: она также являлась и важным культурным центром города.
Храм нередко использовался в качестве концертного зала, и в нём часто выступал известный собиратель казачьего музыкального фольклора донской композитор А. М. Листопадов, под управлением которого пел хор. Кроме того, например, в 1914 году в Кирхе с концертами выступали артисты Большого театра Москвы.
Сохранилось ещё одно фото здания тех лет.
Современные архитекторы считают, что Кирха — одно из самых ярких проявлений историзма в эклектике. Как силуэт, пропорции, конструкции, так и отделочные материалы полностью соответствуют готической архитектуре, господствовавшей в Западной Европе в XII-XIV веках. Аркбутаны, стрельчатые окна, высоко взметнувшаяся кровля колокольни — все это напоминает застывшие в молитвенном порыве руки. Храм поражает своей легкостью как снаружи, так и внутри, где система опор и нервюр создает иллюзию, что архитектура как бы освободилась от оков земного тяготения и устремилась ввысь.

Дореволюционные открытки
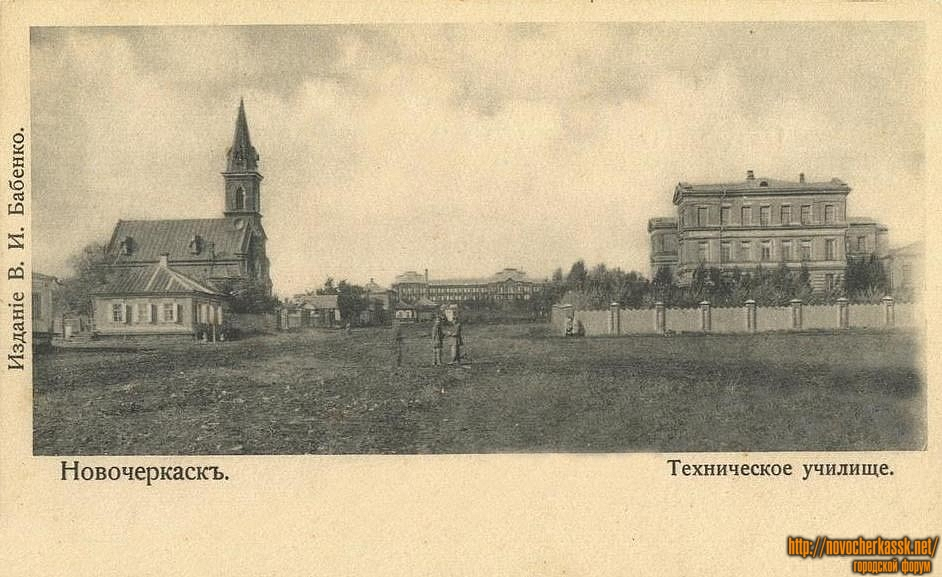
Старинная открытка. Одна из самых ранних фотографий, на которой полностью изображена Кирха
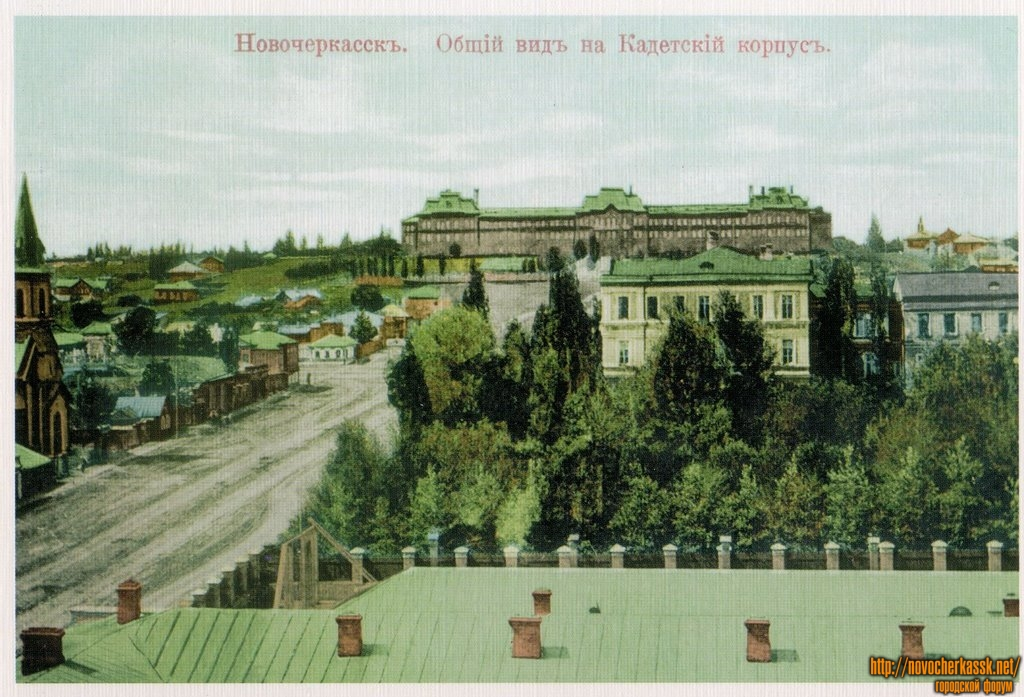
Старинная открытка. На сохранившемся старинном фото слева видна только часть Кирхи

### История в советский период и современная
В годы советской власти верующие всех конфессий были гонимы государством. В 1930-х годах, когда в Германии Гитлер пришёл к власти, пастор и церковный совет лютеранской общины были арестованы первыми, а потом и многие другие немцы-лютеране. Оставшиеся лютеране объединились с евангельскими христианами-баптистами по причине сходства вероучения, и богослужения были совместными, но так как баптисты тоже подвергались гонениям, то церковь была закрыта по распоряжению советских властей.
Во время Второй мировой войны, когда Новочеркасск был оккупирован войсками Вермахта, Кирха была открыта вновь. После окончания войны она снова была закрыта. Власти отобрали Кирху у верующих, и её помещение использовалось в качестве склада. В 1970-х годах была полностью захламлена и заброшена. В 1990 году здание кирхи было передано общине Евангельских Христиан ― Баптистов, хотя раньше она принадлежала лютеранской общине. В 1992 году здание было внесено в реестр объектов культурного значения Ростовской области. В 1994 году было отреставрировано на средства баптистской общины и с тех пор в нём вновь проводятся богослужения.